# Georges Patrix
Pour les articles homonymes, voir Patrix.
Georges Patrix, né le 25 mai 1920 à Cherbourg et mort le 7 juin 1992 à Paris, est un acteur et designer industriel français. Il est le cousin germain du peintre Michel Patrix.

## Biographie
Acteur au cinéma au cours des années 1940 et jusqu'au début des années 1950, Georges Patrix devient ingénieur conseil en esthétique industrielle et fonde un bureau d'études à Paris en 1950.
Il participe en 1965 à la création du Groupe International d'Architecture Prospective (G.I.A.P.).

## Filmographie
- 1942 : Pontcarral, colonel d'empire de Jean Delannoy
- 1943 : L'Auberge de l'abîme de Willy Rozier : Albin
- 1943 : Le Val d'Enfer de Maurice Tourneur
- 1945 : La Part de l'ombre de Jean Delannoy
- 1947 : Le Bateau à soupe de Maurice Gleize
- 1947 : Le Bataillon du ciel de Alexandre Esway
- 1947 : Le Silence de la mer de Jean-Pierre Melville : L'ordonnance
- 1948 : Colomba d'Émile Couzinet
- 1950 : Cartouche, roi de Paris de Guillaume Radot
- 1952 : La Maison dans la dune de Georges Lampin
- 1952 : La Putain respectueuse de Charles Brabant et Marcello Pagliero
- 1953 : Le Guérisseur, de Yves Ciampi

## Publications
- L'Esthétique industrielle (coauteur : Denis Huisman), coll. « Que sais-je », P.U.F., 1961
- Beauté ou laideur ? Vers une esthétique industrielle, Hachette, 1967
- Design et environnement, Casterman, 1973